# Klippenassel
Die Klippenassel (Ligia oceanica) ist ein Vertreter der Asseln (Isopoda) aus der Klasse der Höheren Krebse. Sie ist häufig an den westeuropäischen Küsten zu finden.

## Merkmale
Mit 20–30 mm Körperlänge ist die Klippenassel der größte Vertreter der Landasseln (Oniscidea) in Deutschland. Ihr Körper ist eiförmig, abgeflacht und etwa doppelt so lang wie breit. Die Färbung reicht von grau bis olivfarben. Der Kopf trägt große Facettenaugen und Antennen, die etwa zwei Drittel der Körperlänge erreichen und jeweils mindestens zehn Segmente aufweisen. Dem aus Kopf und erstem Thoraxsegment gebildeten Cephalothorax folgen sieben sichtbare Thoraxsegmente. Die Klippenassel hat sieben Beinpaare sowie zwei große Uropoden am Telson, das darüber hinaus zwei lange Fortsätze trägt.

## Vorkommen
Das natürliche Verbreitungsgebiet der Klippenassel umfasst die Atlantik- und Nordseeküsten Westeuropas. An einigen Stellen der nordwestlichen US-Küste wurde die Art eingeschleppt. Sie besiedelt bevorzugt felsige
Küstenabschnitte mit Felsspalten als Versteckmöglichkeiten, findet sich aber auch an sandigen Stränden unter Steinen. Klippenasseln halten sich sowohl an Land als auch im Litoral auf und können zumindest mehrere Tage unter Wasser überleben.

## Lebensweise
Klippenasseln sind nachtaktiv und flüchten bei Störungen wenn möglich aus dem Licht. Nachts wandern sie vor allem während des Niedrigwassers in die trockengefallenen Bereiche, um Algen abzuweiden. Daneben wird allerdings auch vielfältige andere Nahrung aufgenommen, von pflanzlichen und tierischen Abfällen bis zu an Land verzehrten Moosen.
Die Hauptfortpflanzungszeit der Klippenassel liegt im Frühjahr, eiertragende Weibchen werden allerdings das gesamte Jahr über angetroffen. Die durchschnittliche Eierzahl je Brut liegt bei etwa 80. Bei einer Lebenserwartung von etwa drei Jahren pflanzen sich die Weibchen etwa fünfmal fort.

## Taxonomie
Die Art wurde 1767 von Carl von Linné unter dem Namen Oniscus oceanicus erstbeschrieben. Weitere Synonyme lauten:
- Ligia belgica Ritzema Bos, 1874
- Ligia granulata Frey & Leuckart, 1847
- Ligia oniscoides Brébisson, 1825
- Ligia scopulorum Leach, 1814